# Municipio de Rosebud (Dakota del Sur)
El municipio de Rosebud (en inglés: Rosebud Township) es un municipio ubicado en el condado de Mellette en el estado estadounidense de Dakota del Sur. En el año 2010 tenía una población de 41 habitantes y una densidad poblacional de 0,22 personas por km².

## Geografía
El municipio de Rosebud se encuentra ubicado en las coordenadas 43°31′41″N 100°21′26″O / 43.52806, -100.35722. Según la Oficina del Censo de los Estados Unidos, el municipio tiene una superficie total de 186.08 km², de la cual 185,62 km² corresponden a tierra firme y (0,25 %) 0,46 km² es agua.

## Demografía
Según el censo de 2010, había 41 personas residiendo en el municipio de Rosebud. La densidad de población era de 0,22 hab./km². De los 41 habitantes, el municipio de Rosebud estaba compuesto por el 87,8 % blancos, el 9,76 % eran amerindios y el 2,44 % eran de una mezcla de razas. Del total de la población el 0 % eran hispanos o latinos de cualquier raza.